# Diospyros pruriens
Diospyros pruriens är en tvåhjärtbladig växtart som beskrevs av Nicol Alexander Dalzell. Diospyros pruriens ingår i släktet Diospyros och familjen Ebenaceae. Inga underarter finns listade i Catalogue of Life.